# Little Charmers
Little Charmers é uma série de desenho animado computadorizada canado-estadunidense produzida entre a Nelvana Enterprises e o Spin Master Entertainment para o canal Treehouse TV.  Durou duas temporadas, entre 2015 e 2017.
A série estreou nos Estados Unidos pelos canais Nickelodeon e Nick Jr. em 12 de janeiro e no Canadá começou a ser transmitida pela Treehouse TV em 31 de janeiro de 2015. No Brasil a série estreou no Nick Jr. e Nickelodeon em 4 de maio de 2015.

## Elenco
| Personagem     | Canadá · Estados Unidos |
| -------------- | ----------------------- |
| Hazel Charming | Addison Holley          |
| Lavender       | Alexa Torrington        |
| Posie          | Matilda Gilbert         |
| Sr. Charming   | Andrew Sabiston         |
| Enchantress    | Lisette St. Louis       |